# Carbon suboxide
Carbon suboxide, còn được gọi dưới cái tên khác là tricarbon dioxide, là một carbon oxide với công thức hóa học được quy định là C3O2 và công thức phân tử là O=C=C=C=O. Bốn liên kết đôi làm cho hợp chất này thuộc nhóm cumulene. Nếu được tinh chế cẩn thận, hợp chất này có thể tồn tại ở nhiệt độ phòng trong bóng tối mà không bị phân hủy và có khả năng trùng hợp trong điều kiện nhất định.

## Lịch sử và điều chế
Hợp chất này được Benjamin Brodie phát hiện ra vào năm 1873 bằng cách cho carbon monoxide vào dòng điện. Ông tuyên bố rằng sản phẩm này là một phần của một loạt các "oxycacbon" với các công thức Cx+1Ox, cụ thể là C, C2O, C3O2, C4O3, C5O4,…, và đã xác định hai sản phẩm cuối; dù cho chỉ C3O2 là được biết đến.
Năm 1891, Marcellin Berthelot quan sát thấy rằng việc làm nóng cacbon monoxide tinh khiết ở nhiệt độ vào khoảng 550 ℃ tạo ra một lượng nhỏ carbon dioxide nhưng không có dấu vết của cacbon và giả định rằng một Oxide giàu carbon đã được tạo ra, thay vào đó ông gọi nó với cái tên "subOxide". Ông cho rằng đó là sản phẩm tương tự thu được bằng cách cho dòng điện đi qua và đề xuất công thức C2O. Otto Diels sau đó đã nói rằng các tên hữu cơ dicarbonylmethane và dioxallen cũng chính xác.
Hợp chất này thường được mô tả như một chất lỏng dầu hoặc khí ở nhiệt độ phòng với mùi độc hại.